# پی. دی. جیمز
پی. دی. جیمز (انگلیسی: P. D. James; ۳ اوت ۱۹۲۰ – ۲۷ نوامبر ۲۰۱۴) نویسنده و رمان‌نویس ژانر جنایی و معمایی اهل انگلستان بود.
وی همچنین برندهٔ جوایزی همچون همکار انجمن سلطنتی هنر و جایزه ادگار شده‌است.